# Украинцы в Нью-Йорке

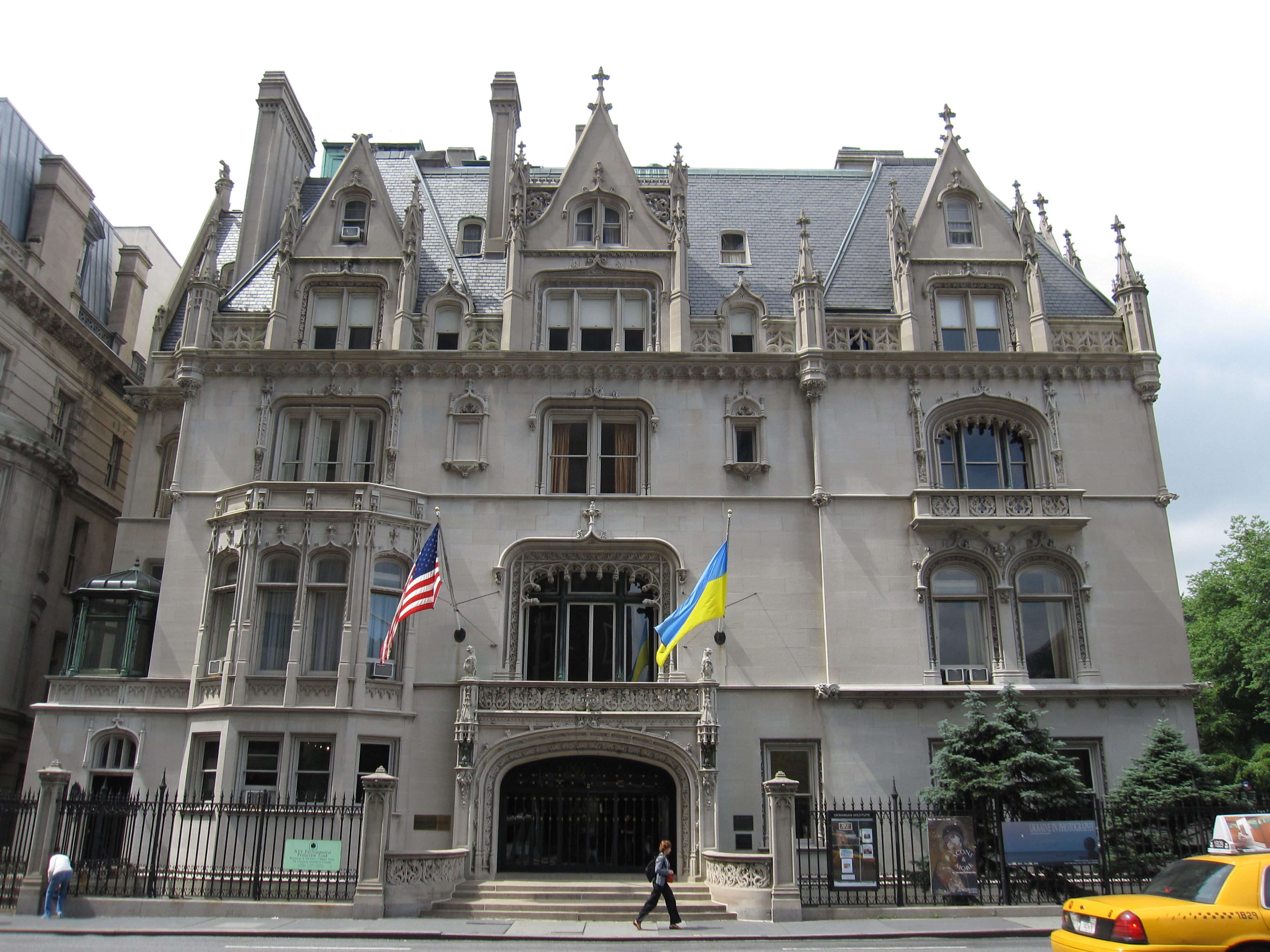
Украинский институт Америки на Пятой Авеню в Манхеттене, Нью-Йорк

Украинцы в Нью-Йорке (англ. Ukrainian Americans in New York City, укр. Українці Нью-Йорка) — одна из национальных общин, которая проживает в городе Нью-Йорк и является частью украинской диаспоры в США. В целях сохранения украинской культуры, обычаев и традиций созданы союзы, ассоциации, средства массовой информации, работают украинские культурные и религиозные учреждения.

## История
Украинская община в Нью-Йорке сформировалась в результате четырех волн миграции:
- Первые переселенцы прибыли в 1870-х годах. Прежде всего это были выходцы из западноукраинских городов Закарпатья и Лемковщины, которые на тот момент находились в составе Австро-Венгрии. Украинцы устраивались на заводах города. Эти переселения в первые годы описал украинский писатель Владимир Короленко, который во время путешествия в США посетил Нью-Йорк.
- Вторая волна украинской иммиграции пришлась на межвоенный период (20-30-е годы XX века) и существенно отличалась от довоенной. Во-первых, резко уменьшилось количество иммигрантов, что было связано с периодом Великой депрессии в США, а также принятием американскими властями мер по ограничению иммиграции. Во-вторых, среди украинцев появились политические эмигранты — участники национально-освободительного движения на Украине 1918—1920 годов. После падения нескольких украинских правительств, в Соединенных Штаты прибыли солдаты, офицеры, национальная интеллигенция, которые эмигрировали по политическим убеждениям.
- Подавляющее большинство украинцев третьей волны иммиграции прибывали в Соединенные Штаты в течение 1947—1951 годов и принадлежали к категории так называемых «перемещенных лиц», которые после Второй мировой войны находились в лагерях для беженцев и военнопленных, значительную часть составляли бывшие воины УПА, ветераны украинской дивизии «Галичина», которым удалось избежать ликвидации советскими спецслужбами. Среди переселенцев было большое количество интеллигенции и ученых, которые способствовали развитию украинской политической, общественной, культурной и религиозной жизни в диаспоре. Этих иммигрантов объединяла приверженность идее независимости Украины и восстановления украинского суверенного государства. Именно представители этой волны иммиграции развернули активную деятельность по сбору и сохранению письменных, вещественных и других памятников истории и культуры Украины.
- Началом четвертой волны иммиграции (так называемой «экономической иммиграции») считают середину 1980-х годов. Во время упадка и распада Советского Союза немало украинцев, пользуясь возможностью посетить родственников в США, оставались здесь на постоянное жительство. Большинство из них покинули территорию СССР, а затем — независимой Украины по причине сложных экономических условий. Основная их масса имела высшее образование или техническую специальность, владела английским языком, что позволяло найти работу в США. Многие из них начали свой собственный бизнес, открыли частные фирмы, рестораны.

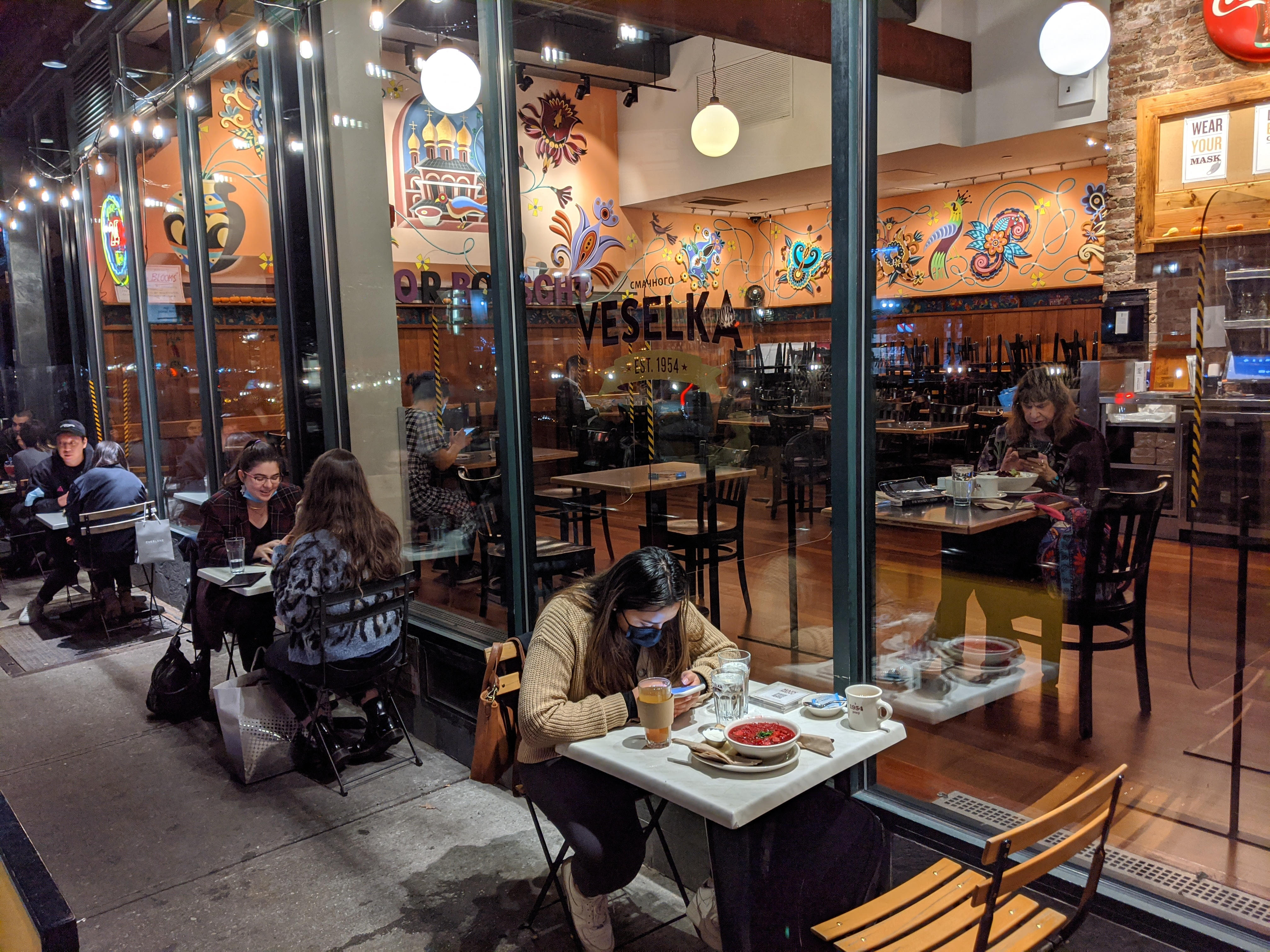
Украинский ресторан «Веселка» на Второй авеню в Ист-Виллидже

## Современность
По оценкам в Нью-Йорке насчитывается 160 000 украинцев, которые компактно проживают на территории Манхэттена, в районе Ист-Виллидж, получившем название «Маленькая Украина».
Представители украинской диаспоры традиционно делились на «старую» и «новую» эмиграции, православных и греко-католиков, украиноязычных и тех, которые уже не говорят на украинском, бандеровцев и мельниковцев, остатки УНРовского и гетманского политических лагерей и так далее. Евромайдан и война на востоке Украины объединили украинскую общину в Нью-Йорке.

## Общественные организации[6]

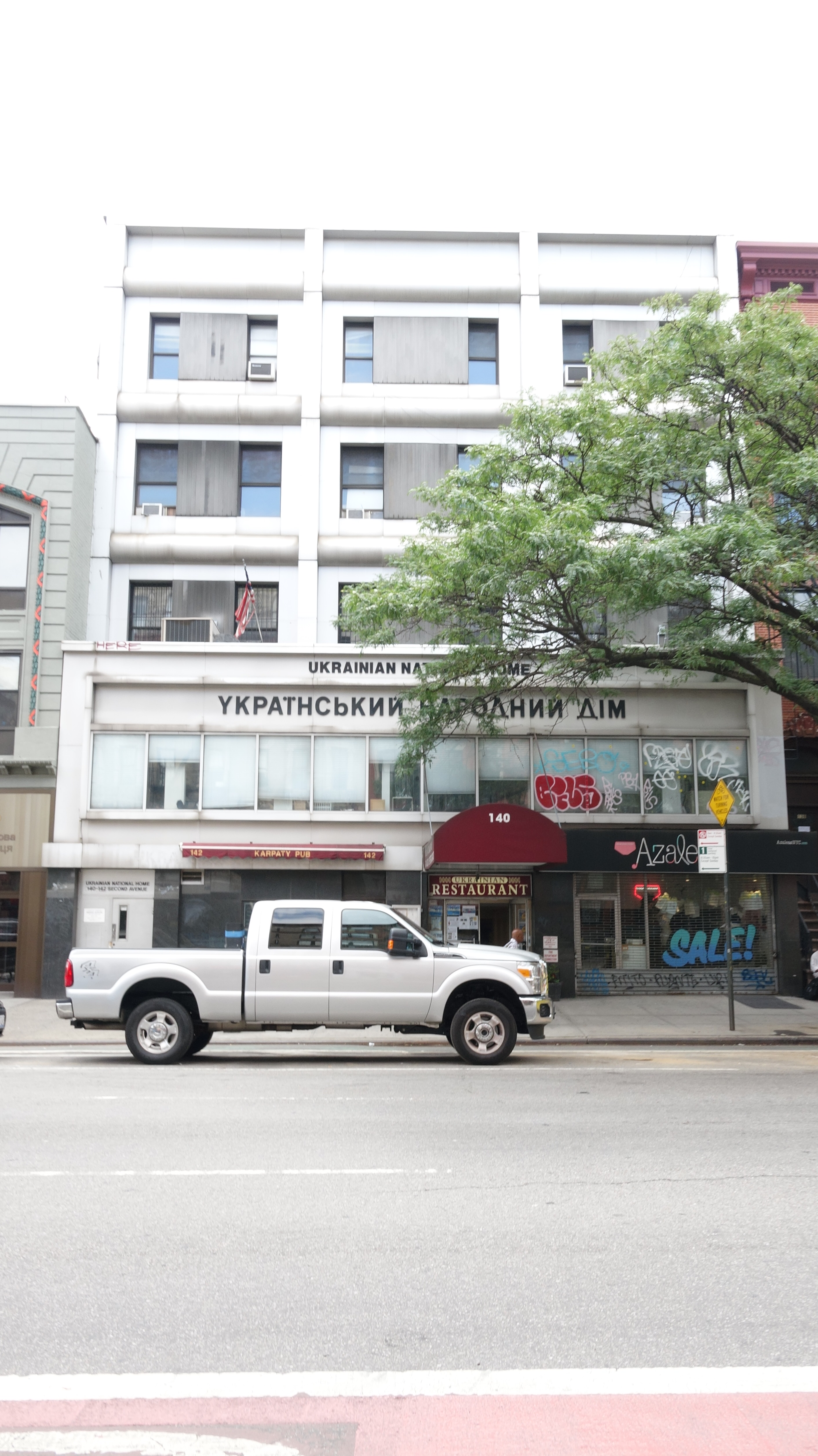
Украинский народный дом

В 1922 году украинская община провела «украинский день», во время которого устроила 20-тысячную демонстрацию против угнетения Польшей украинцев в Восточной Галиции с участием украинских общественных обществ и институтов из всех американских городов. С этого момента данные мероприятия стали традиционными.
Украинским народным союзом в 1952 году основан Украинский культурный центр «Союзівка» в районе в Кергонксона, расположенный на 250 акрах площади с 9 домами, каждый из которых был назван в честь регионов Украины. На данный момент этот культурный центр используется для разнообразных программ, которые ставят целью привитие украинского культурного наследия у  американской молодежи украинского происхождения. Он организует детские лагеря по изучению украинской культуры, семинары, фестивали, концерты, танцевальные вечера и художественные выставки. На территории украинского квартала под названием «Маленькая Украина» большое количество украинских ресторанов, магазинов и других учреждений. Длительное время действовали Украинский творческий клуб, литературный клуб, кофейня «Киев», ресторан «Одесса».
В Нью-Йорке расположены общеамериканские учреждения украинцев — Украинский конгрессовый комитет Америки  (возглавляет Андрей Футей), Украинско-американский координационный Совет (возглавляет Игорь Гавдяк), Союз Украинок Америки (возглавляет Марианна Заяц), Общество украинских инженеров Америки (возглавляет Аскольд Борецкий), Украинская скаутская организация «Пласт» (возглавляет Петр Ставничий), Объединение художников-украинцев в Америке. Активно действуют Украинский институт Америки (президент Екатерина Наливайко), Украинский народный дом, Союз украинской молодежи во главе с Андреем Бегуном.
Украинские средства массовой информации в Нью-Йорке представлена следующими изданиями: еженедельник «Союз», печатавшийся в течение 1908-1921 годов, двухнедельник «Сечевые Известия» (1918-1923 годы), а в 1967-2002 годах в Нью-Йорке выпускалось издание Украинской греко-католической церкви «Патріярхат». В 2015 году начал издаваться украинско-американский культурно-художественный журнал «InLove».
Одним из основных украинских бизнес организаций является Федеральный кредитный союз «Самопоміч — Нью-Йорк» во главе с Богданом Курчаком. В 1966 году создан Украинский Национальный Федеральный Кредитный Союз UkrNatFCU. Украинский кредитный союз — некоммерческая организация. Все полученные доходы возвращаются к его членам в виде бесплатных сборов на услуги, высоких дивидендов по счетам и невысоких процентных ставок по кредитам. Известным предпринимателем и филантропом был Владимир Джус, основатель промышленной компании.
В 2014 году среди представителей диаспоры возникло волонтерское движение. Председателем волонтерского движения украинской диаспоры города Нью-Йорк является Олег Мельник, который регулярно отправляет помощь военным АТО.

## Религия
Основной религиозной конфессией украинской диаспоры является Украинская греко-католическая церковь. В Нью-Йорке рядом с площадью Шевченко находится Украинская греко-католическая церковь св. Юра, первая служба в которой состоялась в 1890 году. В 1965 году создано Украинское Патриархальное Общество с целью добиваться патриархального уклада Украинской католической церкви во главе с Верховным Архиепископом Иосифом Слипым.
По воскресеньям проходят службы, на которые собираются все верующие украинской общины Нью-Йорка. С 1926 года существует Украинская православная кафедра Святого Владимира. Церковь приняла активное участие, чтобы объединить украинское православие на территории США, развернула хозяйственную деятельность. В апреле 1946 года приход приобрел ферму в Саут-Баунд-Бруке, которое было названо «Украинским селом». Прихожане церкви Св. Владимира своим трудом и сплоченностью смогли превратить эту ферму-пустошь в прекрасное место отдыха с насыщенной культурной жизнью. Здесь были построены жилые помещения, часовня, благоустроены хозяйственные помещения, пруд и газоны, что позволило проводить разнообразные культурные мероприятия, организовать молодежные лагеря.
|  |  |  |

## Образование и наука

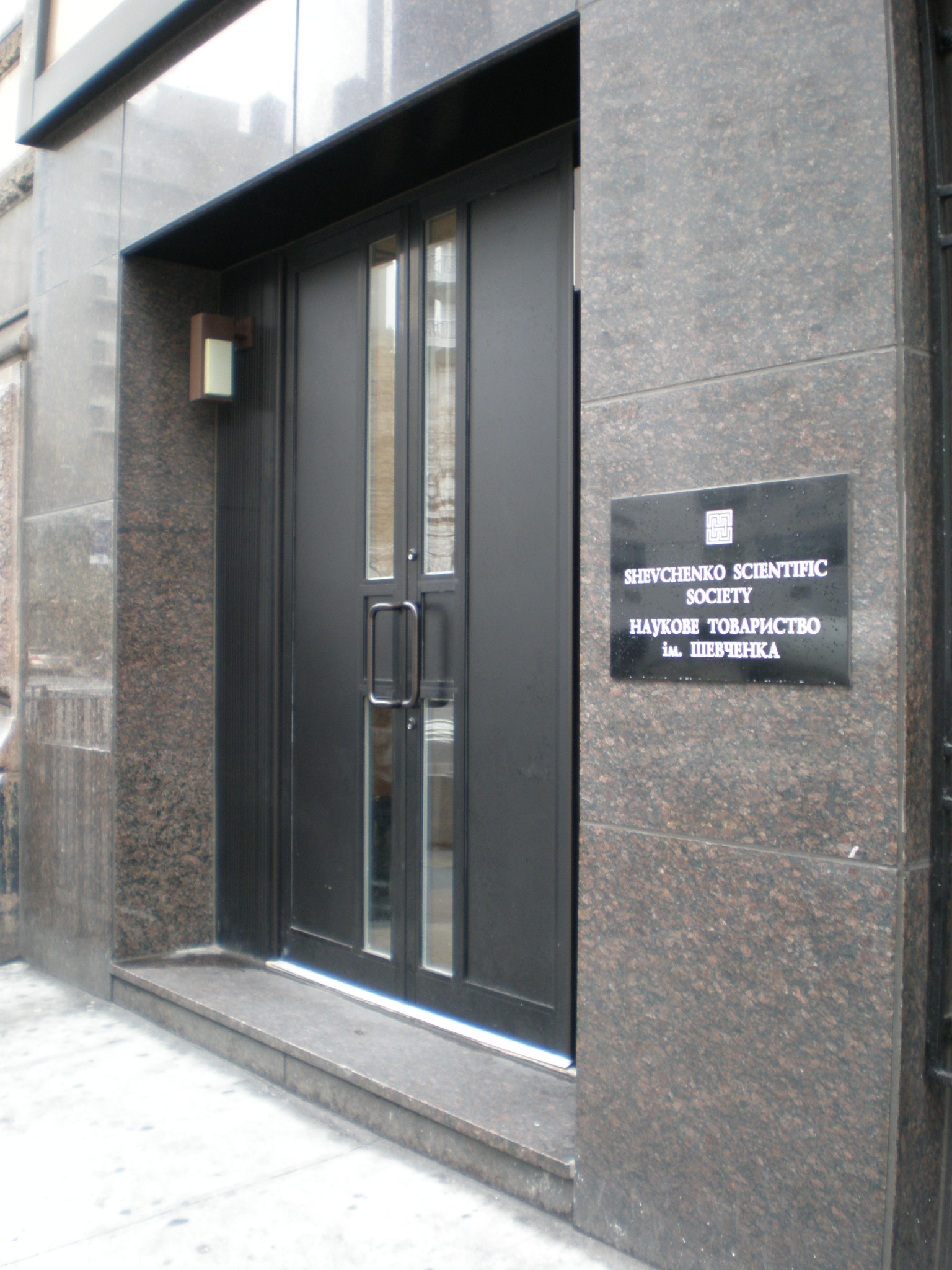
Научное общество имени Тараса Шевченко в Нью-Йорке

В 1949 году на 2-й Авеню и 7-й стрит была открыта первая субботняя украинская школа, которую возглавил Иван Макар, которую посещают украинские дети из самых отдаленных районов города — Бруклина, Квинса, Стейтен-Айленда, Вестчестера и даже из соседнего штата — Нью-Джерси. В школе учится около 200 детей: от дошкольников до старшеклассников.
В городе Нью-Йорк с 1947 года действует Научное общество имени Тараса Шевченко, при котором создан исследовательский центр по вопросам изучения украинской диаспоры в Соединенных Штатах Америки. Общество организует и проводит научные конференции, коллоквиумы, симпозиумы и еженедельные публичные лекции, участвует в общенациональных и международных научных конференциях и конгрессах, предоставляет исследовательские гранты для ученых и стипендии для квалифицированных студентов. НТШ опубликовало многочисленные научные работы на разных языках, включая три многотомные энциклопедии Украины.
В 1948 году основан Украинский институт Америки, а в 1950 года создана Украинская Свободная Академия наук и искусства, президентом которой в настоящее время является доктор наук Альберт Кипа. Академия организует и проводит научные конференции, коллоквиумы и ежемесячные публичные лекции, участвует в общенациональных и международных научных конференциях и конгрессах, приглашает для выступления и лекций деятелей науки и искусства из всех стран мира и из Украины, устаивает встречи со студентами Колумбийского университета и ведет обширную научную историческую и пропагандистскую работу, проводит презентации новых книжных изданий и научных публикаций.

## Украинский музей
В 1976 году основан Украинский музей в Нью-Йорке. Основные коллекции музея были собраны Союзом Украинок Америки в начале 1930-х годов и находились под патронатом организации до создания музея. Своим патронатом кураторы музея выбрали мастера, которого хорошо знают в Нью-Йорке — Александра Архипенко, на данный момент музей возглавляет Рената Холод.

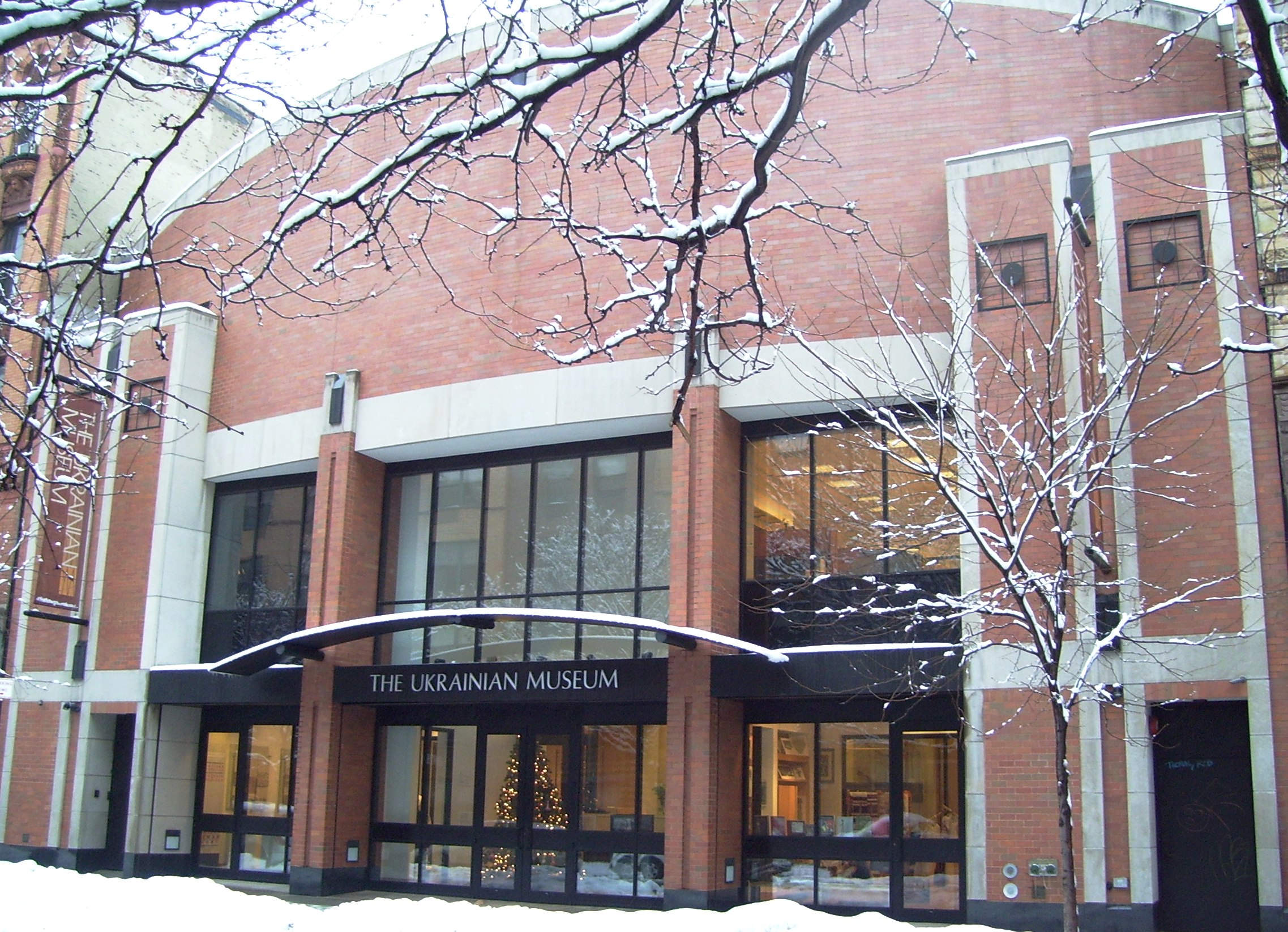
Украинский музей в Нью-Йорке

Музей является крупнейшим музеем в США, который хранит культурное и историческое наследие украинского народа. Коллекция музея состоит из трех основных групп: этнографической, изобразительной, архива истории и культурного наследия украинской эмиграции в США — личные архивы украинских семей, старые фотографии, антикварные издания. В 2005 году музей переехал в новое помещение в центре Манхэттена. В музее демонстрируют украинское кино. Среди музейных архивов особого внимания заслуживают коллекция карт XVII-XVIII-го веков; большая нумизматическая коллекция, которая включает в себя серебряную гривну IX-го века, монеты XVI-го века, украинские деньги от начала XX-го века до наших дней; коллекция почтовых марок от первой четверти XX-го века до современности; фотографии и документы, связанные с украинской эмиграцией в США.
Музейные мастерские народного творчества учат желающих осваивать традиционные украинские ремесла: роспись писанок, вышивка, ткачество гобелена, традиционное хлебопечение, изготовление украшений из бисера и Рождественских игрушек. Ежегодно музей устраивает несколько тематических выставок. Ключевые экспозиции посвящены народному и изобразительному искусству, в том числе современному искусству и фотографии, но также проходят и историко-архивные выставки.